# Hiroyuki Usui
Hiroyuki Usui (jap. 碓井 博行, Usui Hiroyuki; * 4. August 1953 in Fujieda, Präfektur Shizuoka) ist ein ehemaliger japanischer Fußballspieler und -trainer.

## Karriere
1974 debütierte Usui für die japanische Fußballnationalmannschaft. Usui bestritt 38 Länderspiele und erzielte dabei 15 Tore. Anschließend spielte er von 1976 bis 1984 für die Werksmannschaft von Hitachi (heute: Kashiwa Reysol). Nach seinem Ausscheiden als Spieler war dann von 1989 bis 1991 als Trainer bei Hitachi tätig.

## Persönliche Auszeichnungen
- Japan Soccer League Best Eleven: 1980, 1982